# Bengt Owe Birgersson
Bengt Owe Birgersson, född 1941, är en svensk professor i statskunskap och tidigare VD på SABO. 
Birgersson var under åren 1973–1982 föredragande i riksdagens konstitutionsutskott, statssekreterare i bostadsdepartementet 1982–1988 och under åren 1989–1990 personlig medarbetare till statsministern Ingvar Carlsson. Han var verkställande direktör för SABO till och med den 30 september 2006, då han avgick efter 15 år på posten. Därefter var han regeringens hamnutredare.
Birgersson är expert och skribent inom statsvetenskap och politik på Nationalencyklopedin.